# Croton chiribiquetensis
Espèce
Croton chiribiquetensis est une espèce de plantes à fleurs du genre Croton et de la famille des Euphorbiaceae, présente en Colombie (Caquetá).